# Epitaaf voor hobo en piano
Epitaaf voor hobo en piano is een compositie van Witold Lutosławski.
Nadat de muziek van Lutosławski steeds ingewikkelder werd, keerde de componist die de rug toe. Hij wilde eenvoudiger muziek waarbij er minder stemmen binnen een compositie verschenen. Die stijl introduceerde hij met deze Epitaaf. Het werk is geschreven voor Janet Craxton, wier man Alan Richardson (componist) overleed. Craxton speelde met Ian Brown de eerste uitvoering van het werk op 3 januari 1980 in Londen. Craxton overleed een jaar later. Tijdens het schrijven van het werk was hij ook bezig met zijn Dubbelconcert voor hobo, harp en kamerorkest voor Heinz Holliger.